# Great Orton
Pour les articles homonymes, voir Orton.
Great Orton est un village de la paroisse d'Orton, dans le district Cité de Carlisle du comté anglais de Cumbria. La population de la paroisse au recensement de 2011 était de 453 personnes. Historiquement, le village fait partie de Cumberland. 